# エノコログサ属
エノコログサ属 Setaria は、イネ科植物の一群で、丸っこい小穂をつけ、花序の枝先が芒状に尖る。エノコログサやアワを含む。

## 特徴
一年草または多年草で葉は扁平、種によって縦皺が入る。花序は円錐花序であり、主軸から出た横枝に複数の小穂を並べる形をとる。またその枝が多く針状の突起に変形する。小穂は卵形で先端が丸く、内部には小花を一つだけ含む。第一穎から第三穎までは膜質で小穂より小さく、特に第一穎はごく小さい。革質の第四穎が果実を包む。小穂の下部からは多数の針状突起を出す。
この円錐花序の側枝が長いものはまばらに広がった円錐形の穂をつける。イヌアワなどはこれに当たる。だが、多くのものでは側枝はごく短くまとまり、それらの間も狭くなっているため、全体の形が密集した円柱形となる。結果として、円錐花序の構造は見えにくく、密集した小穂の間から伸び出した針が一面に出て、時に瓶洗いのブラシのような外観になる。

### 小穂の構造
エノコログサの小穂は、果実が熟すると、一個の種子（実際には果実）を鱗片が包んだものに見える。小穂の中には花は1つしかない。しかし、本来は2つの小花があるべきもので、そのうち1つが退化したものと解釈されている。
穂の軸から出る、短い柄の先に、普通は1個の小穂がつく。第一包穎は背が低くて横長で、表側の基部を包む。第二包穎は第三穎と共向き合って小花を包んでいる。その内側には護穎と内穎に包まれた花がある。本来は、第三は消失した小花の護穎であったもので、小花の消失とともに内穎もなくなったものである。

## 分布
世界の暖地を中心に100種が知られる。

## 利害
もっとも有名なものはアワである。中国の黄河流域が発祥と言われ、五穀の一つとされる。これはエノコログサを原種とする。日本ではエノコログサ類は普通な雑草である。

## 日本の種
エノコログサ属（学名：Setaria）の特徴は、先に述べたような小穂を円錐花序につけるものである。また、小穂のつく枝に刺状の突起をもつ。世界に約100種が知られる。日本にある同属の種は7種ばかりある。
エノコログサ Setaria viridis P. Beauv.
アワ Setaria italica Beauv.
エノコログサ最大の変異である。別種として扱われているが、エノコログサを元に作り出されたものと考えられている。エノコログサに比べると、高さは1mを越え、花序の長さは20cmにもなる。また、熟しても果実が簡単にはこぼれず、これは収穫をたやすくしている。かつては日本でも広く栽培された。
オオエノコロ Setaria ｘ pycnocoma （Steud.） Henrard ex Nakai
アワとエノコログサとの雑種。エノコログサに似るが、穂が一回り大きく、また、エノコログサでは穂の軸の枝に小穂が一つずつつくのに対して、その枝に複数の小穂がついて、円錐花序になる点が異なる。畑地に時折見かけられる。
アキノエノコログサ Setaria faberi Herrm.
エノコログサに最もよく似ているが、やや毛が多く、穂が細長くて垂れることなどが外見上の相違点である。小穂を見れば、エノコログサでは第二穎が小穂の長さと同じで、小花が隠れるのに対して、この種では第二穎が短く、小花が半分顔を出す。そのため、この両者は別種とされている。
ザラツキエノコログサ Setaria. verticillata （L.） Beauv.
穂の剛毛に細かい逆棘があって、さわると非常にざらつくのが特徴である。群生しているところでは、穂が互いに絡み合っているのが見られる。
キンエノコロ Setaria pumila (Poir.) Roem. & Schult.
やや細い穂を出す。穂は長さ3-10cmで直立し、茎や葉には毛がない。穂からでるブラシ状の毛が金色をしているのが名前の由来である。北半球の温帯に広く分布し、日本でもほとんど全土に普通に見られる。
コツブキンエノコロ Setaria pallide-fusca （Schumch.） Stapf et C. E. Hubb.
キンエノコロに似て、小穂が一回り小さい。北半球の温帯に広く分布し、日本でもほとんど全土に普通に見られる。
イヌアワ Setaria chondrachne （Steud.） Honda
日本の本州から九州の木陰にはえる多年草で、夏から秋にかけてまばらな円錐花序をつける。
ササキビ Setaria palmifolia （Koenig） Stapf
木陰にはえる多年草で、葉が幅広く、多数の縦じわがあって、ちょっとシュロの葉を思わせる。九州以南にあり、広くアジアの熱帯域に分布する。やはりまばらな円錐花序をつける。